# Carl Falk
Carl Falk (* 17. August 1980 in Stockholm, Schweden als Carl Anthony Falk) ist ein schwedischer Songwriter und Musikproduzent. 
Durch seine Arbeit in den „The-Location“-Studios und die dortige Mitwirkung bei Alben von unter anderem Lindsay Lohan und Dannii Minogue konnte er erstmals im Musikbusiness Fuß fassen. Nach Gründung der „Kinglet Studios“ schrieb er unter anderem Lieder für Demi Lovato, Madonna und Jason Derulo. Anfang 2012 landete er mit seiner Beteiligung am Track Starships von Nicki Minaj einen weltweiten kommerziellen Erfolg. Zwischen 2018 und 2019 war er Teil des Teams, welches das Studioalbum Tim des 2018 verstorbenen schwedischen Produzenten Avicii fertigstellte und zeitgleich ausführender Produzent des Albums.

## Biografie

### Jugend und musikalische Ausbildung
Falk wurde in der schwedischen Hauptstadt Stockholm geboren, wo er zur Musik von unter anderem U2, Bon Jovi, Europe, Guns n’ Roses und Alice Cooper aufwuchs. Falk begann im Alter von vier Jahren, Geige zu spielen. Später lernte er zusätzlich das Schlagzeug, Gitarre, Klavier und Bass zu spielen. Nach seinem Abitur begann er ein Studium an der Adolf Fredrik’s Music School in Stockholm. Anschließend wurde er 2002 ein Teil von „The Location“, einer neuen Produktions- und Plattenfirma, die von den ehemaligen „Cheiron-Studio“-Mitgliedern Kristian Lundin, Andreas Carlsson und Jake Schulz gegründet wurde.

### Karriere als Songwriter
Bei „The Location“ gab er sein Debüt bei der Produktion des Debütalbums der US-amerikanischen Schauspielerin und Sängerin Lindsay Lohan Speak, das im Jahr 2004 veröffentlicht wurde. Es wurde 2004 mitsamt dem von ihm geschriebenen Song Disconnected veröffentlicht. Im Folgejahr arbeitete er mit der australischen Sängerin Dannii Minogue an ihrem Greatest-Hits-Album The Hits & Beyond, für welches ihre alten Lieder neu abgemischt und geremixt wurden. Parallel war er in die Arbeit am Debütalbum der australischen Schauspielerin Stephanie McIntosh und in die Produktion des Liedes Whatever Will Be für Vanessa Hudgens Debütalbum V involviert.
Im Jahr 2007 verließ er „The Location“, um sein eigenes Studio „Falk Studio“ zu gründen. Dort fanden daraufhin die Aufnahmen des selbstbetitelten, zweiten Studioalbum der französisch-kanadischen Pop-Sängerin Marilou statt. 2008 trennte sich auch der Musiker Rami Yacoub von „The Location“, woraufhin sich die beiden auf Zusammenarbeit konzentrierten und die Produktionsfirma „Kinglet Studios“ gründeten. Gemeinsam schrieben sie das Lied Lose My Mind für die britisch-irische Boyband The Wanted, das Teil ihres selbstbetitelten Debüt-Studioalbums war und später als Single ausgekoppelt wurde. Sie landeten einen Charterfolg in unter anderem Großbritannien. Im April 2010 zogen sie gemeinsam mit dem schwedischen DJ und Produzenten Steve Angello, der zu der Zeit noch Teil des House-Projekts Swedish House Mafia war, für kurze Zeit nach Los Angeles, wo Yakoub ein Haus besaß. Nachdem sie die „Kinglet Studios“ vorerst dort bewirtschafteten, kehrten sie nach einiger Zeit nach Schweden zurück.
2011 wurden Teile des Debüt-Studioalbums Up All Night der englisch-irischen Boygroup One Direction aufgenommen. Falk und Yacoub waren dabei in die Entstehung der Songs What Makes You Beautiful, One Thing und I Wish involviert. Gemeinsam mit Angello und Yacoub produzierte er das Lied Don’t Hold Your Breath für Nicole Scherzingers Debütalbum Killer Love. Der Song erreichte die Spitze der britischen Single-Charts. Des Weiteren produzierten sie als Trio das Lied Troublemaker für Taio Cruz’ Studioalbum TY.O, mit dem ihnen ein weiterer internationaler Erfolg gelang. Der ebenfalls auf dem Album enthaltene, von Falk und Yacoub geschriebene Song World in Our Hands wurde vom deutschen Fernsehsender ZDF als Hymne der Olympischen Sommerspiele 2012 genutzt, woraufhin er sich allein in Deutschland rund eine halbe Million Mal verkaufte. Im selben Jahr schrieb er zusammen mit Wayne Hector und Bilal Hajji, mit denen er bereits mehrfach zusammengearbeitet hatte, sowie RedOne das Lied Starships, das von der trinidadischen und tobagoischen Musikerin Nicki Minaj interpretiert wurde. Das Lied entwickelte sich zu einem weltweiten Erfolg und stellte mit insgesamt 21 Chartwochen in den Top-10 US-amerikanischen Single-Charts einen neuen Rekord auf. Später schrieb er für sie das Lied Pound the Alarm.
Im Jahr 2012 wurde Carl Falk von der britischen Wirtschaftszeitung Music Week als Nummer 4 der 100 erfolgreichsten Songwriter des Jahres gelistet, basierend auf den 100 meistverkauften Singles des Jahres in Großbritannien. Des Weiteren erhielt er für die Lieder Starships und What Makes You Beautiful jeweils einen ASCAP-Award in der Kategorie meistgespielter Song des Jahres 2012. Im selben Jahr 2012 trat das schwedische Songwriter- und Produzenten-Duo Kristoffer Fogelmark und Albin Nedler den Kinglet Studios bei. Fogelmark wurde daraufhin vermehrt auch als Background-Sänger eingesetzt. Zwischen Mai und August 2012 produzierten sie gemeinsam das zweite Studioalbum von One Direction Take Me Home. Mit dabei war auch der weltweite Hit Live While We’re Young. 
2013 schrieb Falk gemeinsam mit Demi Lovato die Lieder Shouldn’t Come Back und Really Don’t Care für ihr Studioalbum Demi. Im selben Jahr schrieb und produzierte er auch das Lied Rest Of Our Life für Jason Derulo für dessen Album Tattoos und war an Tiëstos Red Lights beteiligt. Im Dezember 2013 veröffentlichte die US-amerikanische Boyband Midnight Red eine selbstbetitelte EP, zu der Falk mit seinem Team ein Lied beisteuerte.
Im Frühjahr 2014 präsentierten Avicii, Wyclef Jean und Carlos Santana die mit ihm geschrieben und produzierte Fifa-World-Cup-Hymne Dar Um Jeito (We Will Find a Way). Nachdem er im weiteren Verlauf des Jahres unter anderem mit Cher Lloyd, The Fray und The Vamps zusammengearbeitet hatte, erzielte er im Winter 2014/2015 mit seiner Beteiligung an dem Lied One Last Time von Ariana Grande einen weltweiten Erfolg. Mitunter erreichte der Song Platz 13 der US-amerikanischen Single-Charts. Unterstützt wurde er beim Songwriting von dem französischen Produzenten David Guetta, mit dem er ebenfalls die gleichnamige David-Guetta-Single für dessen Studioalbum Nothing but the Beat 2.0 schrieb.
2015 schrieb Falk unter anderem die Lieder Lost & Found für Ellie Gouldings Album Delirium, Rest Your Love für The Vamps Wake Up und Your Type für Carly Rae Jepsens Album E-Mo-Tion. Zudem intensivierte er seine Zusammenarbeit mit dem schwedischen Produzenten Avicii. Nachdem sie gemeinsam die Lieder Devil Play, Borrowed Time und Addicted zu Madonnas Album Rebel Heart beigesteuert hatten, schrieben sie zusammen die Lieder Broken Arrows und Sunset Jesus für Aviciis zweites Studioalbum Stories. Für den US-amerikanischen Country-Musiker Thomas Rhett produzierte er eine Pop-Version von dessen mit fünffach Platin ausgezeichnetem Song Die a Happy Man.
2016 war er Teil der technischen Abteilung der Produktion von Bon Jovis Studioalbum This House Is Not for Sale sowie der gesamten Erstellung des Albums 24 Hrs von Olly Murs. Des Weiteren unterstützte er im Folgejahr Avicii bei dessen selbstbetitelter EP und steuerte mehrere Lieder zu David Guettas siebtem Studioalbum 7 bei. Auch übernahm er mit seinem Team die gesamte Produktion des Studioalbums Youngblood von 5 Seconds of Summer.
Im März 2018 arbeitete er gemeinsam mit Avicii an mehreren Songs für dessen drittes Studioalbum. Nachdem dieser im April 2018 tot aufgefunden worden war, sollten die Lieder für eine posthume Veröffentlichung fertiggestellt werden. Er bildete mit Nedler eines der Teams, das an insgesamt 3 Songs des Albums Tim beteiligt war. Eines der Ergebnisse war das Lied SOS mit Aloe Blacc, das als erste posthume Single im April 2019 veröffentlicht wurde. Das Album mitsamt der zwei anderen Songs von ihm folgte im Juni 2019.

### Karriere mitPilot
Falk wurde im Jahr 1999 Teil der Band Pilot, bestehend aus ihm, Carl Björsell, Didrik Thott und Sebastian Thott, mit der er weltweit auftritt. Mitunter spielten sie auf der Geburtstagsfeier der schwedischen Prinzessin und der Hochzeit von Microsoft-Mitbegründer Bill Gates. Stilistisch orientieren sie sich am Sound von U2 und Hanson.

## Privates
Carl Falk ist verheiratet und Vater von drei Kindern.